# Hyperbatus marmoratus
Hyperbatus marmoratus là một loài tò vò trong họ Ichneumonidae.